# Томаковский район
Тома́ковский райо́н (укр. Томаківський район) — упразднённая административная единица на юге Днепропетровской области Украины. Административный центр — посёлок городского типа Томаковка.

## География
Район расположен на юге Днепропетровской области.
С ним соседствуют
Солонянский,
Никопольский районы Днепропетровской области,
Каменско-Днепровский,
Васильевский и
Запорожский районы Запорожская области.
Площадь 1190 км² (18-е место среди районов).
На территории района протекают реки:
Томаковка,
Камышеватая,
Камышеватая Сура,
Топила,
Ревун,
Каховское водохранилище (Днепр).

## История
Район образован в 1923 году в составе Запорожского округа Екатеринославской губернии. В 1963 году присоединён к Никопольскому району, в 1965 году воссоздан. 17 июля 2020 года в результате административно-территориальной реформы район вошёл в состав Никопольского района.

## Демография
Население района составляет 31 629 человек (16-е место среди районов; данные 2001 г.), в том числе в городских условиях проживают 8 090 человек, в сельских — 23 539.

## Административное устройство
Район включает в себя:
| - Поселковых советов: 1 - Сельских советов: 12 | - Посёлков городского типа: 1 - Посёлков: 4 - Сёл: 50 |

### Местные советы[6]
| - Томаковский поселковый совет - Владимировский сельский совет - Выводовский сельский совет - Высшетарасовский сельский совет - Зорянский сельский совет - Зеленогайский сельский совет - Кисличеватский сельский совет | - Китайгородский сельский совет - Мировский сельский совет - Михайловский сельский совет - Новокиевский сельский совет - Преображенский сельский совет - Чумаковский сельский совет |

### Населённые пункты[7]
с. Александровка

с. Анновка

с. Барково

с. Весёлая Фёдоровка

с. Весёлый Яр

с. Вольное

с. Выводово

с. Высокое

с. Высшетарасовка

с. Гарбузовка

с. Глухое

с. Грушевое

с. Добрая Надия

с. Долинское

с. Жмерино

с. Запорожская Балка

с. Запорожское

пос. Заря

с. Зелёный Гай

с. Зелёный Клин

с. Ильинка

с. Катещино

с. Кисличеватая

с. Китайгородка

с. Краснополь

с. Крутенькое

пос. Маяк

пос. Мировое

с. Миролюбовка

с. Михайловка

с. Настасовка

с. Новокаменка

с. Новокатещино

с. Новокиевка

с. Новокраснополь

с. Новомихайловка

с. Новониколаевка

с. Новопавловка

с. Новоукраинка

с. Новый Мир

с. Петровка

с. Преображенка

пос. Прогресс

с. Садовое

с. Семёновка

с. Сергеевка

с. Степановка

с. Стрюковка

с. Тарасовка

пгт Томаковка

с. Топила

с. Урожайное

с. Чайки

с. Червоный Яр

с. Чумаки

#### Ликвидированные населённые пункты[8]
| с. Любимовка | с. Украинское |

## Политика
На последних выборах 2006 г. в рай. совет победу одержал Блок Лазаренко.
2-е место — Народный Рух Украины
3-е — Партия регионов .
Затем коммунисты и социалисты.
Уже 3 года как большинство составляют БЛ, НРУ и примкнувашие к ним коммунисты с социалистами.

## Культура
В Томаковке имеется Дом Культуры, музей, библиотека, театр. Проводится много разных мероприятий, концертов и развлекательных программ.

## Достопримечательности
Музей, картинная галерея, исторические памятники. 2 школы.